# Hugo Porfírio
Hugo Cardoso Porfírio (Lissabon, 28 september 1973) – alias Porfírio – is een Portugees voormalig voetballer die bij voorkeur als linksbuiten speelde.

## Clubcarrière
Porfírio was profvoetballer tussen 1992 en 2008 en was vooral een schoolvoorbeeld van een beloftevolle speler die een grote carrière werd voorspeld, maar dit niet waarmaakte. Porfírio was zelden een vaste waarde als voltijds professionele speler. Desondanks bouwde hij een mooie loopbaan uit, die begon bij de Portugese topclub Sporting Lissabon waar hij uit jeugd voortkwam.
Sporting verhuurde hem aan de Engelse Premier League-club West Ham United (1996–1997) nadat hij niet wist door te breken bij het sterker dan West Ham geachte Sporting. Later ging hij naar de andere Portugese topclub uit Lissabon, Benfica (1998–2000), waar hij maar zelden speelde en bijgevolg werd verhuurd aan Premier League-club Nottingham Forest. Tussen zijn periodes bij Sporting en Benfica speelde Porfírio voor de Spaanse Primera División-club Racing Santander (1997–1998), waar hij regelmatig speelde hoewel hij niet vaak scoorde.
Van 2000 tot 2001 speelde hij voor de Portugese eersteklasser Marítimo (2000–2001), waarna hij terugkeerde naar Benfica voor opnieuw een vruchteloos seizoen.
In 2008 beëindigde Porfírio zijn loopbaan in Saoedi-Arabië met Al-Nassr.

## Interlandcarrière
Porfírio behoorde tot het Portugees voetbalelftal, waarvoor hij drie keer in actie kwam zonder te scoren, op het Europees kampioenschap voetbal 1996. Een maand later, in augustus 1996, werd Porfírio de enige Portugese voetballer die zowel deelnam aan het EK 1996 als aan de Olympische Spelen 1996 gehouden in Atlanta.